# Nacionalismo estadounidense

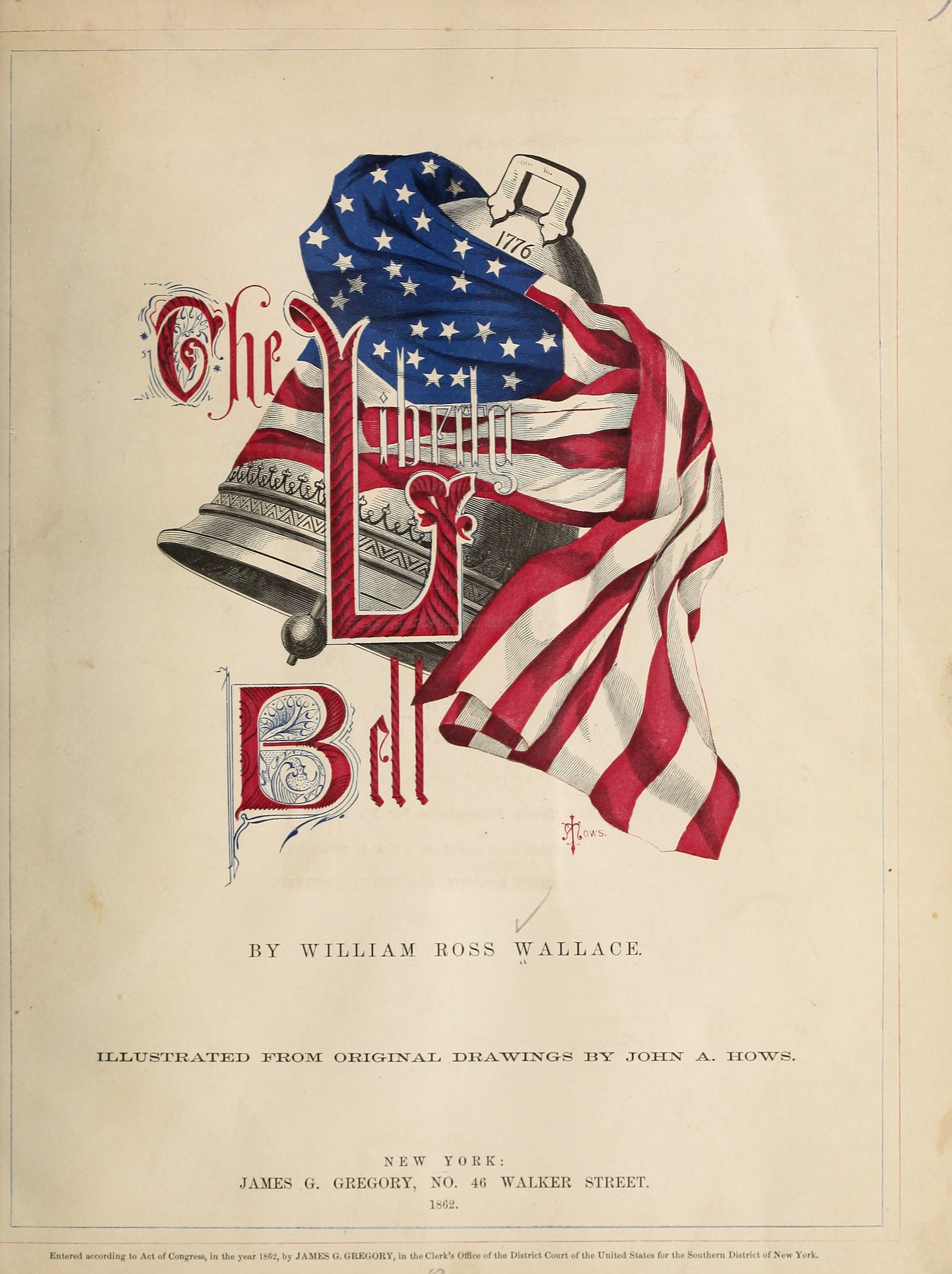
Dibujo de la Campana de la Libertad arropada por la bandera estadounidense dos de los símbolos más significativos de los Estados Unidos.

El nacionalismo estadounidense es un movimiento nacionalista liberal que promueve la unidad cultural de los estadounidenses.
Algunos eruditos, entre los que se encuentra Hans Kohn sugirieron al Gobierno que institucionalizase un nacionalismo cívico basado en los conceptos legales y racionales de la ciudadanía así como un idioma común y mayor respeto a las tradiciones culturales en detrimento del nacionalismo étnico. Los fundadores de la nación crearon el estado bajo los principios clásicos del liberalismo individualista. A partir de la Primera Guerra Mundial y en especial desde los años 60 los denominados "padres fundadores" fueron el símbolo nacional del país. Sin embargo, anteriormente a la guerra, el nacionalismo había empezado a arraigar con fuerza (nacionalización, excluir a la población inmigrante, afroamericana y otras razas de cualquier derecho como ciudadano). Tal movimiento, conocido como nativismo étnico americano se inspira en varios de los primeros Presidentes como George Washington, el cual declaró que la población inmigrante podría ser "perniciosa para el carácter nacional del país", o John Adams y Thomas Jefferson, los cuales se opusieron a los inmigrantes que procedían de estados regentados por monarquías absolutistas que podrían influenciar a los ciudadanos con ideas "antidemocráticas".
No fue hasta 1965 cuando cesaron las políticas discriminatorias después de aprobarse las enmiendas de inmigración y nacionalidad que abolieron el denominado sistema étnico. La lucha por los derechos civiles a lo largo de los años 50 y 60 hizo que el nacionalismo ciudadano prevaleciera sobre el étnico consiguiendo igualdad de derechos entre la población de razas diferentes tal como aparece en la Constitución de los Estados Unidos.

## Historia
Las raíces estadounidenses se remontan a las colonias británicas que fundó el Reino de Inglaterra a principios del siglo XVII. Cada colonia tuvo su propio autogobierno a pesar de permanecer bajo soberanía británica. En 1732 el Reino de Gran Bretaña tenía bajo su dominio trece colonias establecidas en la América Británica: desde Tierra de Rupert hasta la Provincia de Georgia. Durante la Guerra franco-india de 1753 a 1763, las colonias acordaron una tregua para alcanzar un acuerdo de unidad conocido como Albany Plan, que, aunque infructuoso, fue útil en el camino hacia la independencia.
Poco después las colonias tuvieron que hacer frente a varios agravios como consecuencia de las leyes del Parlamento Británico como el cobro de impuestos. A medida que la tensión iba en aumento, los colonos empezaron a sentirse oprimidos por las políticas de los británicos. En consecuencia las colonias se sublevaron y en 1774 crearon el Congreso Continental. Dos años después se declaró la independencia y posteriormente estalló la Guerra de Independencia que terminó en 1783. Cinco años después se ratificó la constitución estadounidense.

## Nacionalismo contemporáneo
Los atentados del 11 de septiembre de 2001 provocaron una oleada de expresiones nacionalistas en los Estados Unidos en señal de unidad nacional, esto se vio reflejado en un mayor reclutamiento militar de jóvenes estadounidenses de todas las clases sociales y un apoyo por parte de la opinión pública a la denominada guerra contra el terrorismo impulsada por el gobierno federal de Estados Unidos, lo que trajo consigo un incremento en las medidas para resguardar la seguridad nacional y la defensa del país.